# کنوانسیون آینده اتحادیه اروپا

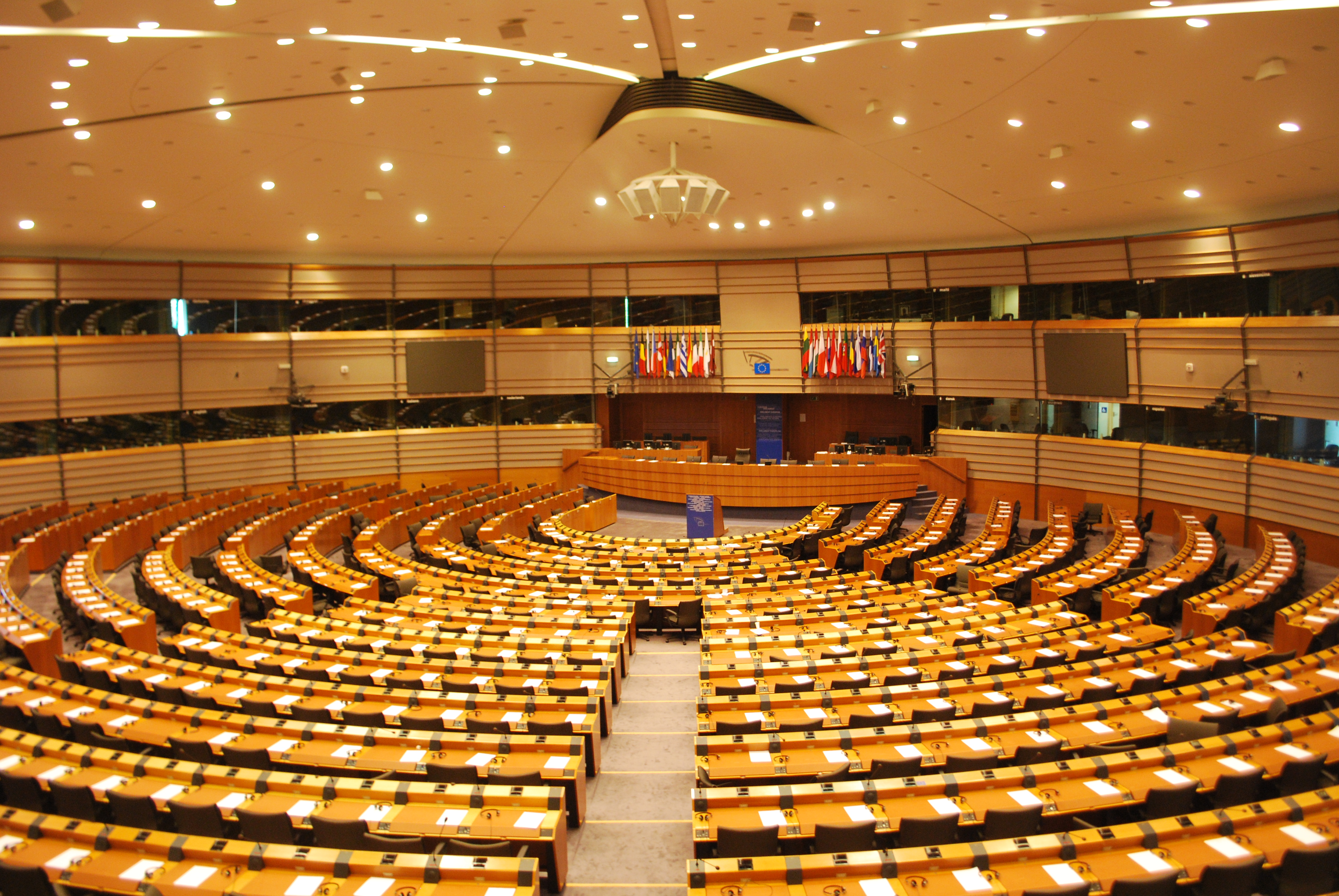
کنوانسیون

کنوانسیون آینده اتحادیه اروپا، یک کنوانسیون اروپایی و نهادی است که توسط شورای اروپا در دسامبر ۲۰۰۱ و در نتیجه بیانیه لاکن تأسیس شد.
هدف این کنوانسیون با الهام از کنوانسیون فیلادلفیا که منجر به تصویب قانون اساسی فدرال ایالات متحده شد، تهیه پیش نویس قانون اساسی برای اتحادیه اروپا بود تا شورا آن را نهایی و تصویب کند. کنوانسیون کار خود را در ژوئیه ۲۰۰۳ با پیش نویس معاهده خود برای ایجاد عهدنامه تدوین قانون اساسی اتحادیه اروپا به پایان رساند.